# Городские девчонки
«Городские девчонки» (англ. Uptown Girls) — американский фильм 2003 года режиссёра Боаза Якина. В главной роли — Бриттани Мёрфи.

## Сюжет
Молли Ганн беззаботно и весело живёт в роскошной квартире в Нью-Йорке на наследство, оставленное ей покойными родителями. Её отец — легенда рока знаменитый Томми Ганн. Но в один прекрасный момент выясняется, что все деньги присвоил себе её бухгалтер, она осталась без гроша и её выселили из квартиры.
И вот Молли, переезжая от одного друга к другому и пробуя зацепиться на какой-нибудь работе, попадает в дом к Роме Шлейн, вернее, к её восьмилетней дочери Рэй. Рома — музыкальный менеджер, вечно пропадающая на работе, а Рэй — посещающая с трёх лет психотерапевта, зацикленная на болезнях и микробах девочка, отец которой лежит дома в коме, а матери совсем нет до неё дела. Вначале Молли и Рэй долго не могут найти общий язык, так как Рэй посещает балет и любит классику, а Молли — неряха, у которой вместо домашнего любимца поросёнок Му, любит громкую рок-музыку и танцы под неё. Но позже, Молли рассказывает Рэй о том, как умерли её родители (как раз, когда ей тоже было 8) и она сбежала в парк аттракционов и каталась в «чашках», и отношения с Рэй становятся дружелюбнее. Молли советует Рэй поговорить с отцом, хоть он и в коме, сказав, что люди, с которыми общались, чувствовали себя намного лучше. Но отец Рэй умирает на следующий день, Молли увольняют по желанию девочки, а сама Рэй сбегает после школы. И только Молли смогла найти её в парке аттракционов, катающуюся на «чашках».
На вечеринке в честь её предыдущего дня рождения Молли встречает музыканта Нила Фокса и влюбляется в него. Молли приглашает его к себе домой и показывает гитары отца, от которых Нил в восторге, так как он большой фанат отца Молли. Позже Молли покупает на последние деньги Нилу в подарок постельное бельё из египетского хлопка. Но Нил говорит, что они не могут дальше встречаться, так как постоянно проводят время вместе, а ему нужно работать над музыкой. Молли возвращает Нилу его «счастливый» пиджак, который взяла ранее, но переделала, добавив туда мех с игрушечного тигра и прочее, что очень не понравилось Нилу. Позже Молли узнаёт, что Нил подписал-таки контракт, но, встретив его рано утром дома у Ромы, понимает, почему они расстались.
Молли после того, как осталась на мели, живёт сначала у подруги Ингрид, но та её вскоре выгоняет, и Молли переезжает к другу Хьюи. Однажды они видят новый клип Нила, в котором он одет в счастливый пиджак Молли и поёт песню про египетские простыни. После чего Хьюи говорит Молли, что без неё Нил будет певцом одной песни, что она была его музой. После того, как Молли продала с аукциона гитары своего отца неизвестному покупателю, она наконец может позволить себе своё собственное скромное жильё.
На похоронах отца Рэй к Молли подходят музыканты, который видели её пиджак на Ниле, и предлагают сделать то же самое и для них. Молли понимает, что у неё есть талант в дизайне одежды и идёт поступать в школу моды.
Молли украшает консервативную пачку Рэй блестками для выступления. И придя на концерт, видит сюрприз, который ей устроила Рэй, — она танцует под аккомпанемент Нила, который поёт песню её отца «Улыбка Молли» и играет на его акустической гитаре, а все остальные гитары держат девочки-балерины.

## Критика
Фильм получил в основном отрицательные отзывы критиков: на сайте агрегаторе Rotten Tomatoes, он имеет 13 % «свежести» на основе 112 рецензий; консенсус сайта гласит: «С двумя неприятными главными героями и неровным сценарием „Городские девчонки“ не могут очаровать». Роджер Эберт, поставил фильму три звезды из четырёх и сравнил Мерфи с Люсиль Болл.

## В ролях
| Актёр          | Роль               |
| -------------- | ------------------ |
| Бриттани Мёрфи | Молли Ганн         |
| Дакота Фэннинг | Лорейн «Рэй» Шлейн |
| Марли Шелтон   | Ингрид             |
| Дональд Фэйсон | Хьюи               |
| Джесси Спенсер | Нил Фокс           |
| Хизер Локлир   | Рома Шлейн         |
| Остин Пендлтон | мистер МакКонки    |
| Пелл Джеймс    | Джули              |
| Уинтер Калмен  | Холли              |
| Эми Корб       | Келли              |